# Happy Together (1989)
Happy Together is een Amerikaanse romantische komedie uit 1989 onder regie van Mel Damski.

## Verhaal
Ambiërend toneelschrijver Christopher Wooden wordt toegelaten aan de school voor de kunsten in Los Angeles en begint met enthousiasme aan zijn studie. Vanwege een administratieve fout wordt hij als huisgenoot toegewezen aan iemand van het vrouwelijk geslacht. Haar naam is Alexandra Page, een dochter uit een welgestelde familie uit Manhattan waar men meer gaf om financiën dan liefde. Alexandra is zeer extravert en flirterig van karakter, maar laat mensen niet graag te dicht bij haar komen. 
Christopher, die al zijn tijd wil spenderen aan zijn studie, stoort zich aanvankelijk aan haar spontane karakter; ze geeft feestjes in hun kamer en brengt vaak gasten mee voor nachtelijk bezoek. Na verloop van tijd leren ze elkaar beter kennen en blijken ze toch goed met elkaar op te kunnen schieten. Ze worden verliefd en beginnen aan wat een knipperlichtrelatie blijkt te zijn. Vanwege haar uitgesproken acties botsen ze vaak en beëindigen meerdere keren hun verhouding, maar Christopher kan nooit lang van haar weg blijven. Zelfs zijn studie begint er onder te lijden. 

## Rolverdeling
| Acteur          | Personage          |
| --------------- | ------------------ |
| Patrick Dempsey | Christopher Wooden |
| Helen Slater    | Alexandra Page     |
| Dan Schneider   | Stan               |
| Kevin Hardesty  | Slash              |
| Marius Weyers   | Denny Dollenbacher |
| Barbara Babcock | Ruth Carpenter     |
| Gloria Hayes    | Luisa Dellacova    |
| Brad Pitt       | Brian              |